# Communauté de communes des Paysages de la Champagne
La communauté de communes des Paysages de la Champagne  (CCPC51) est une communauté de communes française, située dans le département de la Marne et la région Grand Est.

## Historique
La loi portant nouvelle organisation territoriale de la République (Loi NOTRe) du 7 août 2015, prévoyant que les établissements publics de coopération intercommunale (EPCI) à fiscalité propre doivent avoir un minimum de 15 000 habitants,, le schéma départemental de coopération intercommunale (SDCI) arrêté par le préfet de la Marne  le 30 mars 2016 prévoyait notamment « la fusion-extension de la communauté de communes des Coteaux de la Marne, de la communauté de communes des Deux Vallées et de la communauté de communes de la Brie Champenoise ainsi que 8 communes de la communauté de communes Ardre et Châtillonnais (Baslieux-sous-Châtillon, Belval-sous-Châtillon, Champlat-et-Boujacourt, Châtillon-sur-Marne, Cuchery, La Neuville-aux-Larris, Passy-Grigny et Vandières) », regroupant 54 communes pour une population de 18 825 habitants.
Après consultation des conseils municipaux et communautaires concernés, la  communauté de communes des Paysages de la Champagne est ainsi  créée par un arrêté préfectoral du 15 septembre 2016 qui a pris effet le 1er janvier 2017,.
Toutefois, les communes de Baye, Champaubert, Margny et la Chapelle-sous-Orbais souhaitent quitter l’intercommunalité, dont le bourg-centre est Montmirail et être rattachés à la communauté de communes de la Brie Champenoise. Margny quitte effectivement la CCPC51 le 1er janvier 2020 la communauté de communes de la Brie Champenoise conformément à la demande de son conseil municipal formulé le 28 juin 2017,.

## Territoire communautaire

### Géographie
Le territoire de la communauté de communes s'étend en 2020 sur un  territoire essentiellement rural qui s'étend sur 58 147 ha comprenant vignes, champs de culture et forêts.

### Composition
La communauté de communes est composée des 51 communes suivantes :

| Nom                     | Code Insee | Gentilé            | Superficie (km2) | Population (dernière pop. légale) | Densité (hab./km2) |
| ----------------------- | ---------- | ------------------ | ---------------- | --------------------------------- | ------------------ |
| Dormans (siège)         | 51217      | Dormanistes        | 22,58            | 2 898 (2022)                      | 128                |
| Le Baizil               | 51033      |                    | 14,49            | 271 (2022)                        | 19                 |
| Bannay                  | 51034      |                    | 7,06             | 23 (2022)                         | 3,3                |
| Baslieux-sous-Châtillon | 51038      | Baslieutains       | 5,88             | 175 (2022)                        | 30                 |
| Baye                    | 51042      |                    | 17,98            | 390 (2022)                        | 22                 |
| Beaunay                 | 51045      |                    | 3,53             | 103 (2022)                        | 29                 |
| Belval-sous-Châtillon   | 51048      | Belvatiers         | 7,15             | 171 (2022)                        | 24                 |
| Boursault               | 51076      | Boursaultiers      | 16,45            | 407 (2022)                        | 25                 |
| Le Breuil               | 51085      | Breuillois         | 16,01            | 377 (2022)                        | 24                 |
| La Caure                | 51100      |                    | 8,55             | 99 (2022)                         | 12                 |
| Cœur-de-la-Vallée       | 51457      |                    | 13,59            | 645 (2022)                        | 47                 |
| Champaubert             | 51113      |                    | 12,75            | 123 (2022)                        | 9,6                |
| Champlat-et-Boujacourt  | 51120      |                    | 6,36             | 147 (2022)                        | 23                 |
| Champvoisy              | 51121      | Champvoisiens      | 9,2              | 253 (2022)                        | 28                 |
| La Chapelle-sous-Orbais | 51128      | Chapellois         | 14,54            | 57 (2022)                         | 3,9                |
| Châtillon-sur-Marne     | 51136      | Chatillonnais      | 11,69            | 621 (2022)                        | 53                 |
| Coizard-Joches          | 51157      | Coizardins         | 10,78            | 91 (2022)                         | 8,4                |
| Congy                   | 51163      | Conginois          | 17,47            | 256 (2022)                        | 15                 |
| Cormoyeux               | 51173      |                    | 2,17             | 128 (2022)                        | 59                 |
| Corribert               | 51174      |                    | 9,71             | 64 (2022)                         | 6,6                |
| Courjeonnet             | 51186      |                    | 5,55             | 49 (2022)                         | 8,8                |
| Courthiézy              | 51192      | Courthiéziens      | 5,89             | 344 (2022)                        | 58                 |
| Cuchery                 | 51199      | Cucheriats         | 7,03             | 414 (2022)                        | 59                 |
| Damery                  | 51204      | Dameziats          | 15,44            | 1 329 (2022)                      | 86                 |
| Étoges                  | 51238      | Étogiens           | 14,57            | 417 (2022)                        | 29                 |
| Fèrebrianges            | 51247      | Prussiens          | 7,19             | 136 (2022)                        | 19                 |
| Festigny                | 51249      |                    | 25,63            | 392 (2022)                        | 15                 |
| Fleury-la-Rivière       | 51252      | Fleurysiens        | 7,98             | 520 (2022)                        | 65                 |
| Igny-Comblizy           | 51298      |                    | 40,74            | 436 (2022)                        | 11                 |
| Leuvrigny               | 51320      |                    | 8                | 302 (2022)                        | 38                 |
| Mareuil-en-Brie         | 51345      | Mareuillats        | 8,89             | 289 (2022)                        | 33                 |
| Mareuil-le-Port         | 51346      | Mareuillats        | 8,96             | 1 151 (2022)                      | 128                |
| Montmort-Lucy           | 51381      | Montmortais        | 29,17            | 650 (2022)                        | 22                 |
| Nesle-le-Repons         | 51396      | Houlots            | 5,07             | 138 (2022)                        | 27                 |
| La Neuville-aux-Larris  | 51398      | Neuvillats         | 1,64             | 192 (2022)                        | 117                |
| Œuilly                  | 51410      | Houlot             | 9,3              | 595 (2022)                        | 64                 |
| Orbais-l'Abbaye         | 51416      | Orbaciens          | 16,03            | 523 (2022)                        | 33                 |
| Passy-Grigny            | 51425      | Passiats-Grigniats | 11,99            | 373 (2022)                        | 31                 |
| Romery                  | 51465      | Romanions          | 2,07             | 160 (2022)                        | 77                 |
| Saint-Martin-d'Ablois   | 51002      | Ablutiens          | 21,88            | 1 355 (2022)                      | 62                 |
| Sainte-Gemme            | 51480      | Saint-Gemmois      | 7,25             | 134 (2022)                        | 18                 |
| Suizy-le-Franc          | 51560      | Suizyens           | 6,05             | 106 (2022)                        | 18                 |
| Talus-Saint-Prix        | 51563      | Talusiens          | 6,2              | 105 (2022)                        | 17                 |
| Troissy                 | 51585      | Troissyats         | 15,46            | 802 (2022)                        | 52                 |
| Vandières               | 51592      | Vandiérois         | 13,2             | 302 (2022)                        | 23                 |
| Vauciennes              | 51597      | Vauciennats        | 5,08             | 325 (2022)                        | 64                 |
| Venteuil                | 51605      | Venteuillats       | 6,25             | 483 (2022)                        | 77                 |
| Verneuil                | 51609      | Verneuillats       | 13,14            | 840 (2022)                        | 64                 |
| La Ville-sous-Orbais    | 51639      |                    | 11,05            | 40 (2022)                         | 3,6                |
| Villevenard             | 51641      |                    | 13,28            | 194 (2022)                        | 15                 |
| Vincelles               | 51644      | Vincellois         | 3,55             | 326 (2022)                        | 92                 |

### Démographie
| 1968   | 1975   | 1982   | 1990   | 1999   | 2007   | 2012   | 2017   |
| ------ | ------ | ------ | ------ | ------ | ------ | ------ | ------ |
| 20 495 | 20 245 | 20 134 | 21 038 | 20 872 | 21 270 | 21 507 | 21 240 |

## Organisation

### Siège
Le siège de la communauté de communes est à Dormans, 4 boulevard des Varennes.

### Élus
La communauté de communes est administrée par son conseil communautaire composé, pour la mandature 2020-2026, de 72 représentants des conseils municipaux de chaque commune membre, répartis sensiblement à raison de leur population de la manière suivante :

- 9 délégués pour Dormans ;

- 4 délégués pour Damery et Saint-Martin-d'Ablois ;

- 3 délégués pour Mareuil-le-Port ;

- 2 délégués pour Troissy et Verneuil ;

- 1 délégué ou son suppléant pour les autres communes.
Au terme des élections municipales de 2020 dans la Marne, le conseil communautaire réuni le 11 juillet 2020 a élu son nouveau président, Régis Coutant, 3e adjoint au maire de Damery, ainsi que ses 12 vice-présidents, qui sont :
1. Sylvie Guenet-Nansot, maire de Verneuil, chargé de l'administration générale et des ressources humaines ;
2. Freddy Lecacheur, maire de Fleury-la-Rivière, chargé de l'assainissement collectif, stations et réseaux ;
3. Alain Friquot, maire de Montmort-Lucy, chargé du scolaire et des bâtiments ;
4. José Pierlot, de l'ex-Châtillonnais, maire de Châtillon-sur-Marne, chargé du tourisme ;
5. Christian Bruyen, conseiller municipal de Dormans, président du conseil départemental de la Marne, chargé de la communication, de France Services et de la mobilité ;
6. Patrick Jager, adjoint au maire de Mareuil-le-Port, chargé des VRD et du numérique ;
7. Fabrice Hubert, maire de Passy-Grigny, chargé de l'environnement des déchets ;
8. Didier Depit, maire du Breuil, chargé de l'économie et de l'emploi ;
9. Catherine Fontanesi, maire de Saint-Martin-d'Ablois, chargée de l'urbanisme ;
10. Jean-François Moussy, maire de Congy, chargé de l’eau potable et de la GEMAPI ;
11. Maryse Minot, adjointe au maire de Damery, chargée de la défense-incendie et secours ;
12. Maryline Vuiblet, maire d'Igny-Comblizy, chargée de l'assainissement non collectif.

Le bureau communautaire est constitué pour la mandature 2020-2026 du président, des 12 vice-présidents et de 16 autres membres.

### Liste des présidents
| Période      | Période                       | Identité         | Étiquette | Qualité |
| ------------ | ----------------------------- | ---------------- | --------- | --- |
| janvier 2017 | juillet 2020                  | Christian Bruyen | DVD       | Maire de Dormans (2001 → 2017) Conseiller départemental de Dormans-Paysages de Champagne (2015 → ) Président du conseil départemental de la Marne (2017 → 2023) Sénateur de la Marne (2023 →) |
| juillet 2020 | En cours (au 23 février 2021) | Régis Coutant    |           | 3ème adjoint au maire de Damery |

### Compétences
L'intercommunalité exerce les compétences qui lui ont été transférées par les communes membres, dans les conditions définies par le code général des collectivités territoriales. Aux termes de ses statuts, il s'agit de : 
- Aménagement de l’espace pour la conduite d’actions d’intérêt communautaire( Schéma de cohérence territoriale (SCOT, Pôle d’équilibre territorial et rural (PETR), réserves foncières et droit de préemption urbain (DPU)…) ;
- Actions de développement économique (zones d'activité, commerce, tourisme…) ;
- Aires d’accueil des gens du voyage ;
- Collecte et traitement des déchets ménagers ;
- Gestion des milieux aquatiques et prévention des inondations (GEMAPI) ;
- Voirie d’intérêt communautaire et éclairage public ;
- Assainissement (collectif et non collectif), installations de gestion des eaux pluviales urbaines et eau potable ;
- Protection et mise en valeur de l’environnement (et notamment les cours d'eau) ;
- Politique du logement et du cadre de vie ;
- Enseignement pré-élémentaire et élémentaire (écoles publiques de Châtillon-sur-Marne, Congy, Cuchery, Montmort-Lucy, Orbais-l’Abbaye), périscolaire (cantines et garderies), transports périscolaires ;
- Maison de services au public ;
- Technologies de l’information et de la communication (aménagement numérique et accompagnement à l’installation d’antennes de téléphonie mobile dans les zones non ou mal desservies) ;
- Incendie et secours (financement du SDIS, équipements locaux…) ;
- Zones de développement éolien ;
- Conseil intercommunal de sécurité et de prévention de la délinquance.

### Régime fiscal et budget
La communauté de communes est un établissement public de coopération intercommunale à fiscalité propre.
Afin de financer l'exercice de ses compétences, la communauté de communes perçoit une fiscalité additionnelle aux impôts locaux des communes, avec fiscalité professionnelle de zone (FPZ) et sans fiscalité professionnelle sur les éoliennes (FPE).
Elle collecte également la taxe d'enlèvement des ordures ménagères, qui finance ce service public. En 2017, ces taux sont ceux que prélevaient les anciennes intercommunalités fusionnées :

- Brie des Etangs  11 % ;

- Châtillonnais 16,63 % ;

- Coteaux de la Marne 16 % ;

- Deux Vallées  12 %.
L'intercommunalité a fait le choix d'égaliser les taux des impôts locaux collectées dans les anciennes intercommunalités sur une période de 13 ans, afin d’éviter des changements brutaux pour les contribuables. 
Elle ne reverse pas de dotation de solidarité communautaire (DSC) à ses communes membres.

### Moyens et effectifs
Afin d'exercer ses compétences, la communauté emploie 82 salariés, dont 40 agents titulaires, 2 stagiaires et 40 contractuels en août 2017.

## Projets et réalisations
Conformément aux dispositions légales, une communauté de communes a pour objet d'associer des « communes au sein d'un espace de solidarité, en vue de l'élaboration d'un projet commun de développement et d'aménagement de l'espace ».
Tourisme
L'intercommunalité gère un office du tourisme qui résulte de la fusion de ceux de deux des anciennes intercommunalités, et dont les points d'accueil sont à Dormans et à Châtillon-sur-Marne.
Services au public
L'intercommunalité s'est dotée d'une maison de services au public située à Dormans, 3 rue du Maréchal-Foch.